# Zbijewek
Zbijewek – wieś w Polsce, położona w województwie wielkopolskim, w powiecie kolskim, w gminie Przedecz.
| SIMC    | Nazwa            | Rodzaj    |
| ------- | ---------------- | --------- |
| 0292155 | Zbijewek-Parcele | część wsi |

W latach 1975–1998 miejscowość administracyjnie należała do województwa konińskiego.